# US Airways
US Airways (с англ. — «Воздушные трассы Соединённых штатов») — американская авиакомпания, бывший пятый по величине авиаперевозчик Соединённых штатов Америки, закончила процедуру слияния с авиакомпанией American Airlines и стала аффилированным членом глобального авиационного альянса пассажирских перевозок Oneworld 17 октября 2015 года.
В 2015 году US Airways со своими дочерними авиакомпаниями эксплуатировала флот из 353 магистральных и 319 региональных реактивных самолётов, выполняя рейсы в более двухсот пунктов назначения в странах Северной Америки, Центральной Америки, Карибского бассейна и Европы. По состоянию на декабрь 2008 года авиакомпания выполняла 3130 ежедневных рейсов, из них 1312 рейса — самой US Airways и 1818 рейсов — региональными авиаперевозчиками под торговой маркой US Airways Express.
US Airways использовала в качестве главных хабов международные аэропорты в Шарлотте/Дуглас, Филадельфии и Финикс Скай Харборе, а также международные аэропорты в Вашингтоне (имени Рональда Рейгана), Лас-Вегасе (Маккаран), Нью-Йорке (Ла Гардиа) и Бостоне (Логан) — в качестве своих дополнительных хабов.

## История

### С 1939 до конца 1960-х годов
US Airways была основана в 1939 году братьями Дюпонами (Richard C. du Pont и Alexis Felix du Pont) под названием All American Aviation Company. Первым генеральным директором (CEO) компании стал Стивен Гарднер. Штаб-квартира новой авиакомпании размещалась в городе Питсбург (штат Огайо, США).
В 1949 году в связи со сменой своей специализации по перевозке почты и открытием регулярных пассажирских рейсов компания сменила своё название на All American Airways, которое однако просуществовало недолго — в 1953 году авиакомпания была переименована в Allegheny Airlines.
Постепенно компания расширяла свою деятельность: в 1966 году ввела в эксплуатацию первый Douglas DC-9, в 1968 году поглотила авиакомпанию Lake Central Airlines, в 1972 году — авиакомпанию Mohawk Airlines, став тем самым крупнейшим авиаперевозчиком северо-восточной части Соединённых Штатов и шестой в мире по объёму перевозимых пассажиров. Однако, с расширением деятельности пришли и другие проблемы — в 1970-х годах Allegheny Airlines заслужила неофициальное прозвище Agony Air из-за своего неудовлетворительного сервиса.

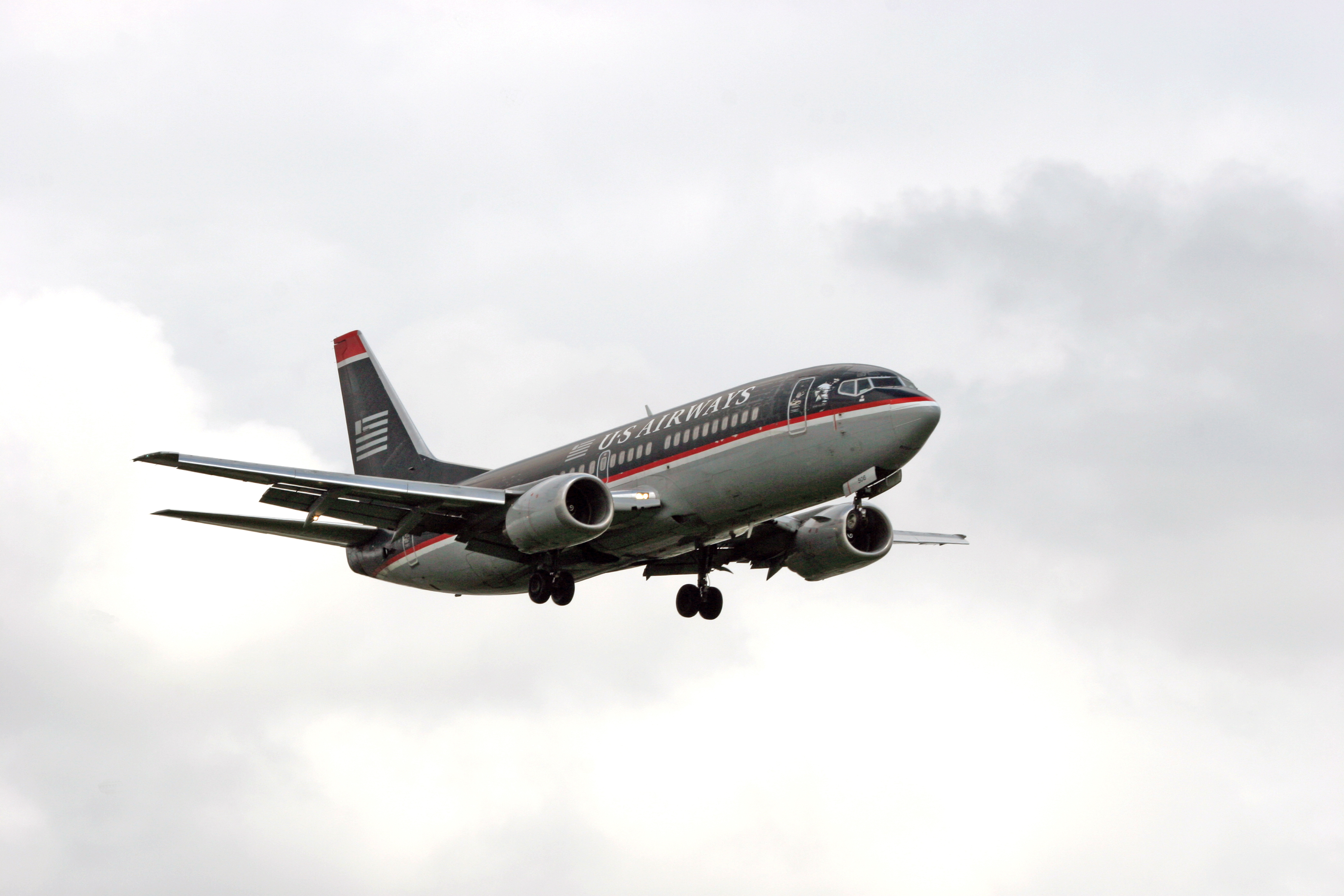
Boeing 737 US Airways

### 1970—1980-е годы
Allegheny Airlines очередной раз изменила своё название на USAir в 1979 году после принятия в предыдущем году «Закона о дерегулировании авиакомпаний», который позволил ей расширить свою маршрутную сеть в юго-восточной части Соединённых Штатов.
В начале 1980-х годов рейсы компании в северо-восточной части страны выполнялись небольшим перевозчиком Ransome Airlines, а также многими другими. В 1987 году USAir приобрела авиакомпанию Pacific Southwest Airlines, базировавшуюся в аэропорту Сан-Диего и в следующем году — авиакомпанию Piedmont Airlines, размещавшуюся в аэропорту Уинстон-Салем, Северная Каролина. В это же время USAir переносит свои офисы из Национального аэропорта Вашингтона в новое здание в округе Арлингтон (штат Виргиния; неподалёку от Национального аэропорта). Технические службы и обеспечение перевозок по-прежнему остаются в Международном аэропорту Питсбурга.
USAir заказывает новые самолёты Boeing 737-300 с более вместительными салонами в соответствии с быстрорастущим спросом на пассажирские перевозки во Флориде. На тот момент авиакомпания эксплуатировала самый большой в мире парк DC-9 и обратилась в McDonnell Douglas с заданием на проектирование нового самолёта. Однако в конце 1970-х годов McDonnell Douglas представил очередную модификацию DC-9-50, не соответствовавшую техническим требованиям задания USAir. В течение продолжительных переговоров между компаниями фирма Boeing направила в авиакомпанию предложение о готовности разработки лайнера с требуемыми характеристиками на базе своего Boeing 737. Предложение было принято и тесное сотрудничество USAir с Боингом продолжалось до 28 ноября 1984 года, когда совершил свой первый полёт лайнер Boeing 737—300.
USAir в значительной степени расширила свою деятельность, когда в 1987 году приобрела Pacific Southwest Airlines и в 1988 году — Piedmont Airlines. Слияния перевозчиков позволили USAir эксплуатировать новые хабы в Балтиморе, Шарлотте, Сиракузах и Дейтоне, а также новые трансатлантические рейсы в аэропорт Лондона Гатвик. На сегодняшний день из четырёх доставшихся в наследство от Piedmont Airlines хабов, эксплуатируются два — Шарлотта и Балтимор. После окончательного завершения сделок поглощения компаний в 1989 году USAir становится крупнейшим авиаперевозчиком в мире, выполняющим более пяти тысяч ежедневных рейсов.

### 1990-е годы

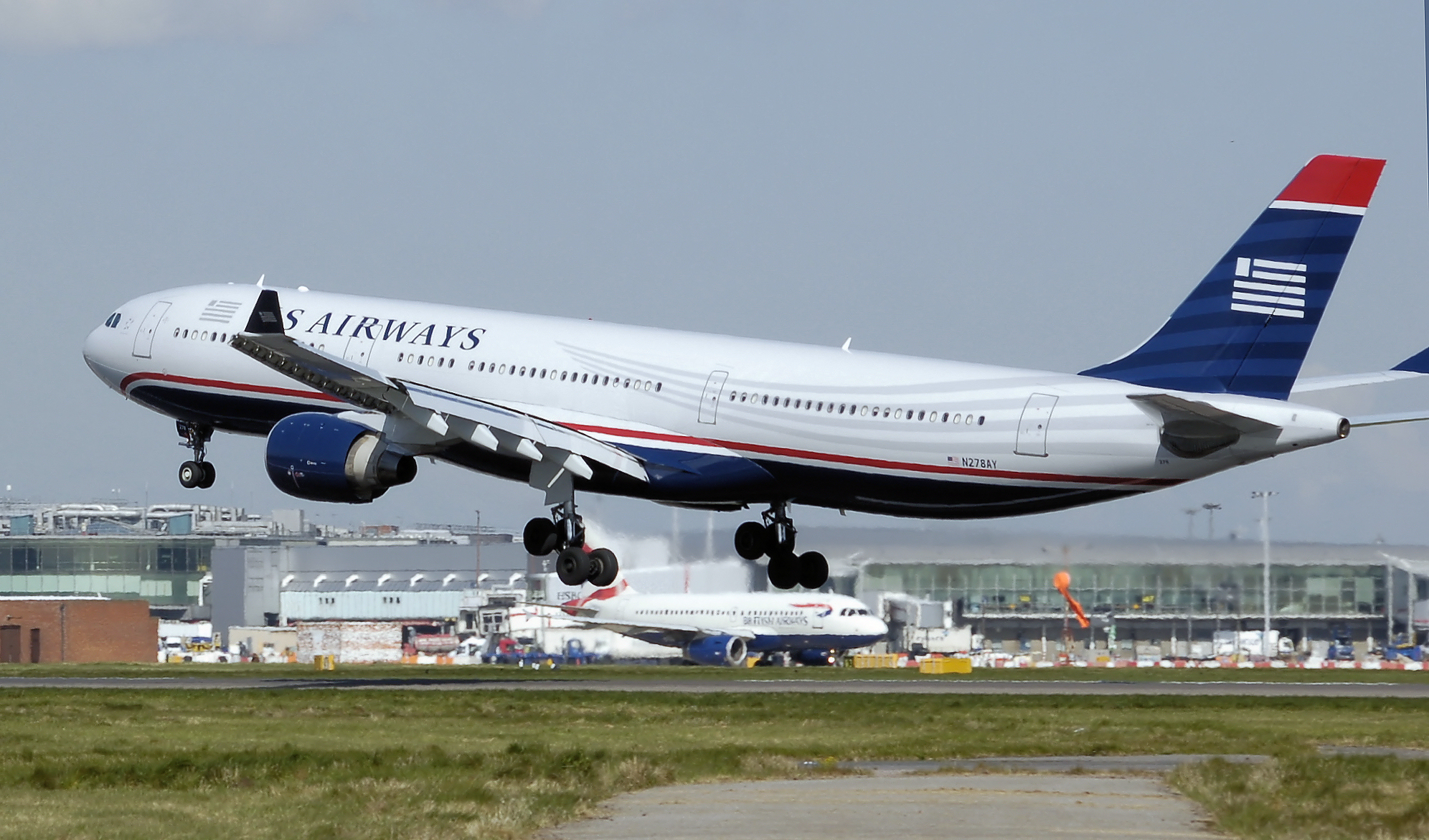
Посадка A330-300 US Airways в аэропорту Хитроу

В начале 90-х годов USAir открыла новые рейсы в Лондон, Париж и Франкфурт из своих четырёх главных хабов. Также, компания подписала соглашение о партнёрстве с частной авиакомпанией Trump Shuttle, получившее название USAir Shuttle. Позднее USAir заключила договор об инвестициях с британской авиакомпанией British Airways, который в дальнейшем стал прототипом будущих трансатлантических альянсов. На привлечённые деньги были закуплены новые лайнеры Boeing 767, летавшие затем в ливреях Бритиш Эйруэйз, а также построен новый терминал в главном хабе авиакомпании — Питсбурге.
В 1996 году партнёрские отношения между USAir и Бритиш Эйруэйз закончились в зале суда, поскольку Бритиш объявила о своих намерениях сотрудничать с конкурентом USAir — авиакомпанией American Airlines. В этом же году авиакомпания очередной раз меняет своё название на действующее в данный момент US Airways и создаёт дочернюю компанию MetroJet, эксплуатирующую самолёты в одноклассной компоновке салонов, для конкуренции с авиакомпаниями-дискаунтерами восточной части США, главным образом — с Southwest Airlines.
6 ноября 1996 года сразу после своего ребрендинга US Airways разместила заказ на 400 узкофюзеляжных самолётов Airbus A320, из которых 120 заказывались с фирменными конфигурациями салонов. На тот момент этот заказ стал самым большим во всей истории авиации. В 1998 году авиакомпания размещает заказ на поставку 30 широкофюзеляжных Airbus A330, из которых семь самолётов A330-300 — с фирменными салонами.
В 1997 году US Airways приобрела своего партнёра Trump Shuttle. Несмотря на то, что к середине 1990-х годов авиакомпания вышла в прибыль, её состояние маршрутной сети перевозок, сконцентрированной на северо-востоке США, вкупе с высокими операционными издержками заставили руководство задуматься о необходимости слияния с другими авиаперевозчиками.

### Первое неудачное объединение
24 мая 2000 года US Airways озвучила свои планы по приобретению за 4.3 миллиарда долларов компании UAL Corp., владельца крупнейшего в то время в мире коммерческого авиаперевозчика United Airlines. Переговоры между авиакомпаниями сопровождались серьёзными возражениями обоих профсоюзов и антимонопольными службами и в конце концов остановились совсем после информации о возможном блокировании сделки федеральными властями. 27 июля 2001 года UAL Corp. в одностороннем порядке вышла из переговоров, заплатив US Airways 50 миллионов долларов штрафа.

### С 2001 по 2004 годы

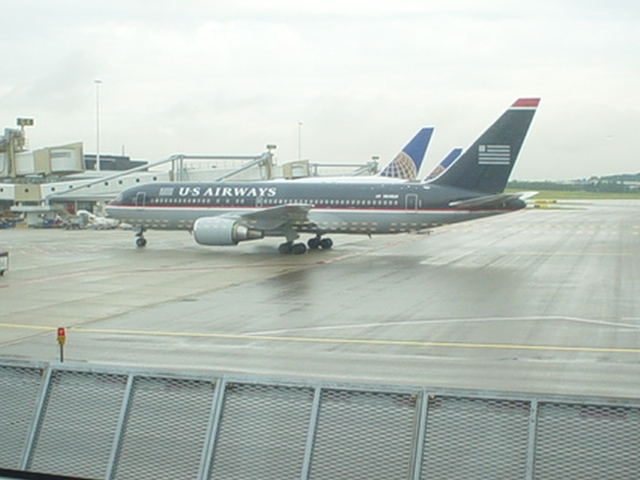
Boeing 767-200 US Airways в аэропорту Схипхол

Начиная с 2000 года US Airways планомерно заменяла парк устаревших самолётов новыми A320 для упрощения технического обслуживания своего флота и снижения разного рода издержек эксплуатации.
Являясь крупнейшим авиаперевозчиком в аэропорту Вашингтона, US Airways пострадала сильнее всех после закрытия аэропорта в связи с террористическими атаками 11 сентября. В результате последовавшей финансовой катастрофы было закрыто дочернее подразделение MetroJet, аэропорт Балтимора перестал быть главным хабом авиакомпании, последовали увольнения тысяч сотрудников.
11 августа 2002 года US Airways воспользовалась главой 11 Кодекса США и объявила о своём банкротстве. Авиакомпания получила гарантированный федеральным агентством Air Transportation Stabilization Board заём и смогла выйти из состояния банкротства уже в 2003 году. В начале 2003 года руководство US Airways ликвидировало пенсионные программы для шести тысяч пилотов компании, тем самым став одной из первых крупных авиакомпаний, свернувших пенсионные программы своих работников. В следующем году US Airways прекратила бесплатное питание пассажиров на внутренних рейсах авиакомпании.
В течение финансового кризиса компания произвела крупные сокращения расходов, однако по-прежнему сохранила высокие операционные издержки в основной деятельности. 19 октября 2005 года US Airways выплатила гарантированный правительственный кредит за счёт его рефинансирования другими кредиторами.

### Конфликт с хабом Питсбурга: 2003—2004 годы
В конце 2003 — начале 2004 года US Airways выдвинула требования по снижению операционных сборов к Международному аэропорту Питсбурга, мотивируя их тяжёлой финансовой ситуацией, а также тем фактом, что авиакомпания являлась главным перевозчиком и крупнейшим арендатором площадей в аэропорту. Управляющая аэропортом Питсбурга компания Allegheny County Airport Authority отклонила требования US Airways по снижению сборов за взлёты/посадки и аренду помещений ссылаясь на антимонопольное законодательство и правила Федеральной администрации по авиации США, согласно которым она будет обязана снизить эти расценки и для остальных авиакомпаний.
US Airways пообещала, что в случае отрицательного решения вопроса, основной пассажирский трафик будет переведён в другие главные хабы. В ноябре 2004 года авиакомпания выполнила свои угрозы, переведя большое число рейсов в хабы Филадельфии и Шарлотт и понизив статус аэропорта Питсбурга до вторичного хаба. US Airways, возглавляемая бывшим генеральным директором America West Airlines Дугом Паркером (Doug Parker), в течение следующих лет продолжала снижать свой трафик через Питсбург, пока количество рейсов через этот аэропорт не сократилось до пятидесяти по сравнению с пятьюстами ранее.

### 2004—2005-е годы

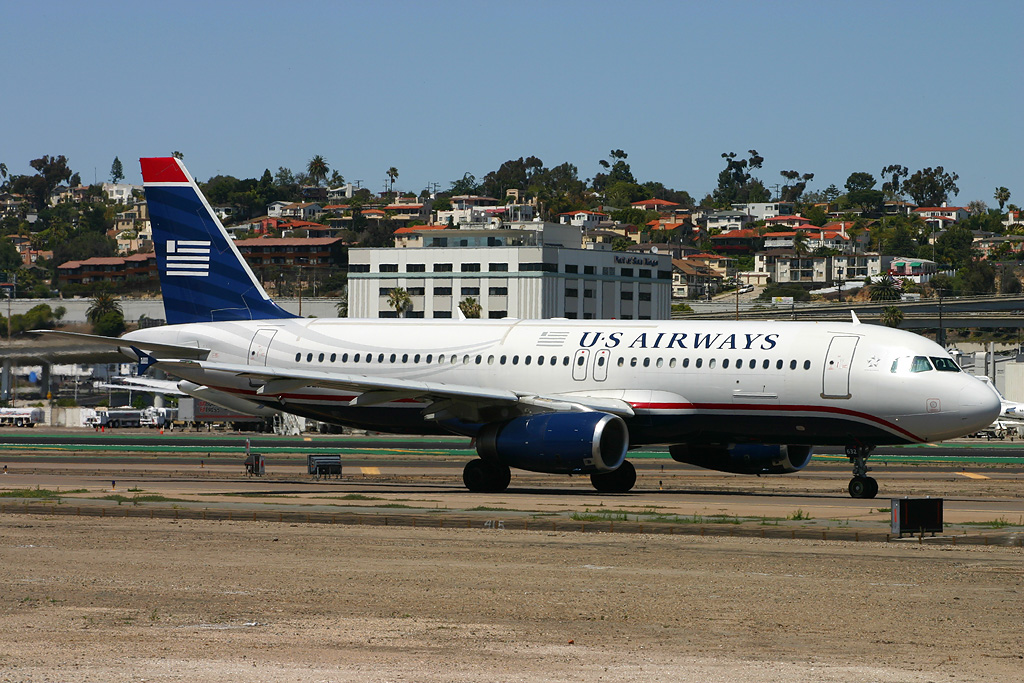
Airbus A320-231 US Airways в аэропорту Сан-Диего

В августе 2004 года US Airways предприняла попытку создать ещё один хаб в Международном аэропорту Форт-Лодердейл/Голливуд, объявив об открытии десяти регулярных рейсов в Латинскую Америку и страны Карибского бассейна. Все начинания по созданию хаба на латиноамериканских направлениях закончились провалом, в основном по причине его близости к Международному аэропорту Майами, являвшемуся главным хабом авиакомпании American Airlines, которая в свою очередь имела широкую сеть маршрутов в Латинскую Америку.
В 2005 году US Airways сделала акцент на прямых рейсах между крупными аэропортами восточной части США, такими как Вашингтон (им. Рональда Рейгана), Нью-Йорк (Ла Гуардиа) и Форт-Лодердейл/Голливуд. Как ни странно, модель приоритета именно на прямых рейсах была заимствована всеми крупными авиакомпаниями страны у низкобюджетного перевозчика Southwest Airlines и начала использоваться ими с середины 1980-х годов.
Резкий рост стоимости топлива и отсутствие положительных сдвигов в переговорах с профсоюзами (и в первую очередь с Ассоциацией пилотов авиакомпаний (Air Line Pilots Association (ALPA)), традиционно всегда шедшей на компромиссы и разрешения конфликтов), заставили US Airways второй раз прибегнуть к Главе 11 Кодекса США о банкротстве 12 сентября 2004 года. Широкое недовольство сотрудников авиакомпании высоким объёмом работы, обвинения в нехватке персонала, распиаренные финансовые трудности — всё это привело к спекуляциям о том, что компания будет ликвидирована. Тем не менее, Министерство транспорта США в ходе проверки обнаружило только одну проблему текущего состояния US Airways — плохое управление авиакомпанией.

### СлияниеUS Airwaysи America West Airlines
Ещё до второго банкротства US Airways изучалась возможность слияния с авиакомпанией America West Airlines. Транспортные схемы компаний были взаимодополняющими, а расходы на оплату труда персонала — почти аналогичными. Стороны провели предварительные обсуждения, однако переговоры закончились ничем в связи с обострившимися проблемами с профсоюзами, пенсиями, пособиями сотрудникам и другими расходами компаний.
В декабре 2004 года US Airways существенно снизила расходы на оплату труда, а её финансовый консультант Seabury Group предложила выставить компанию на продажу. В следующем месяце US Airways и America West Airlines возобновили переговоры по слиянию, и 19 мая 2005 года обе авиакомпании объявили о подписании окончательного договора объединения путём обратного поглощения. Сделку поддерживали внешние инвесторы в лице концерна Airbus — производителя самолётов и дочерней компании Европейского аэрокосмического и оборонного концерна, компанией Air Wisconsin Airlines Corporation владельца US Airways Express и холдингом ACE Aviation Holdings — владельцем канадской авиакомпании Air Canada.
Объединённая авиакомпания сохраняла название US Airways, тем самым подчёркивая свою принадлежность к числу национальных перевозчиков страны и сохраняя всемирно известный бренд компании. Оставались без изменений членство в альянсе Star Alliance и программа для часто летающих пассажиров Dividend Miles. 13 сентября 2005 года акционеры America West Airlines проголосовали за слияние авиакомпаний, а спустя три дня суд Восточного округа штата Виргиния одобрил процедуру выхода US Airways из банкротства, что позволило полностью завершить сделку по слиянию авиакомпаний 27 сентября 2005 года. При этом объединённая компания использует позывной «кактус», которым ранее пользовалась AWA.

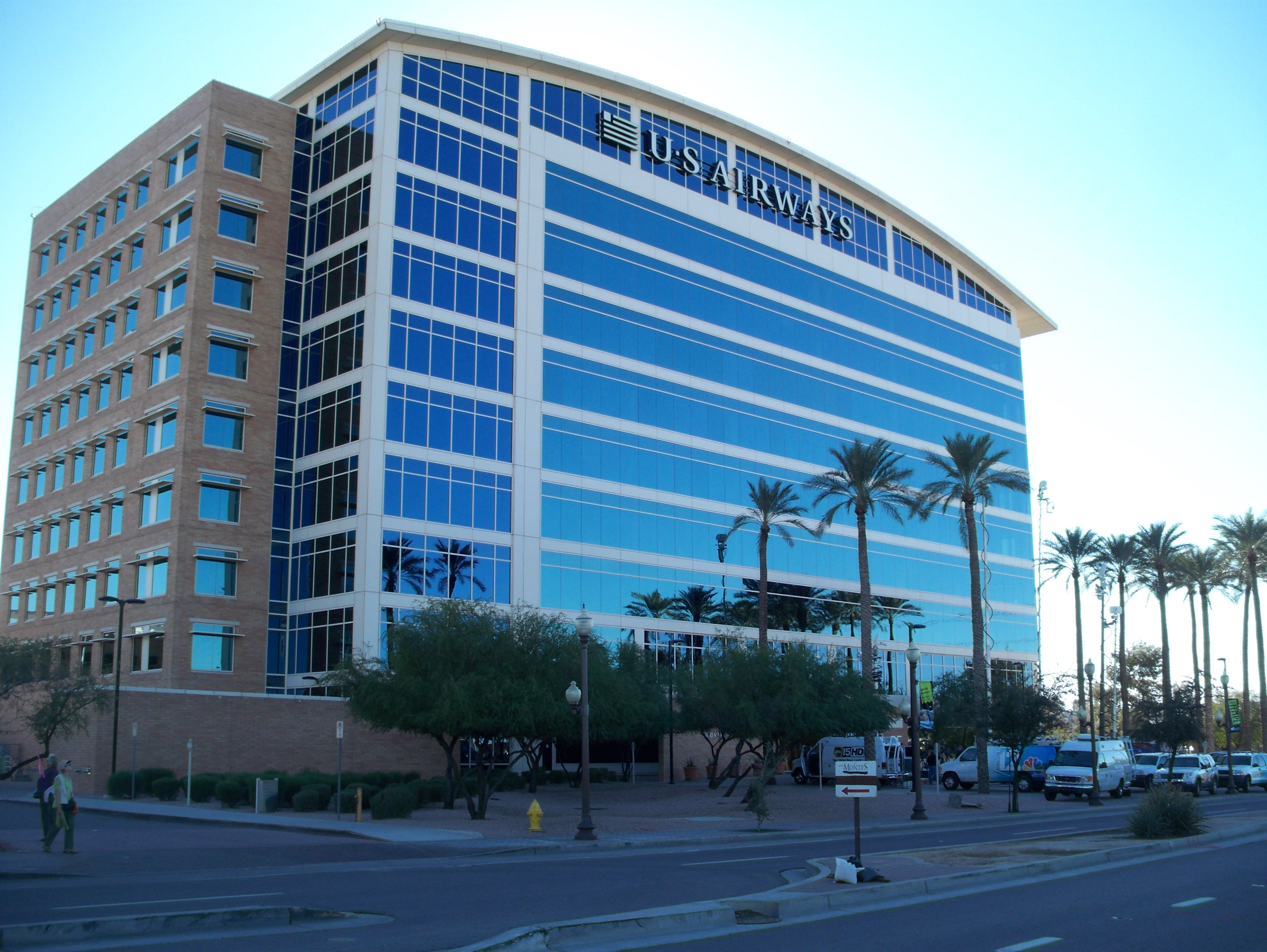
Штаб-квартира US Airways в Темпе (Аризона), бывшая штаб-квартира AWA

С сентября 2005 года штаб-квартира объединённой авиакомпании размещалась в городе Темпе (Аризона) — это фактически пригород Финикса, расположенный к востоку от Международного аэропорта Финикса Скай Харбор. Здание построено в 1999 году и является одной из архитектурных доминант даунтауна Темпе. Ранее в нём располагалась штаб-квартира America West Airlines.

### C 2005 по 2007 годы

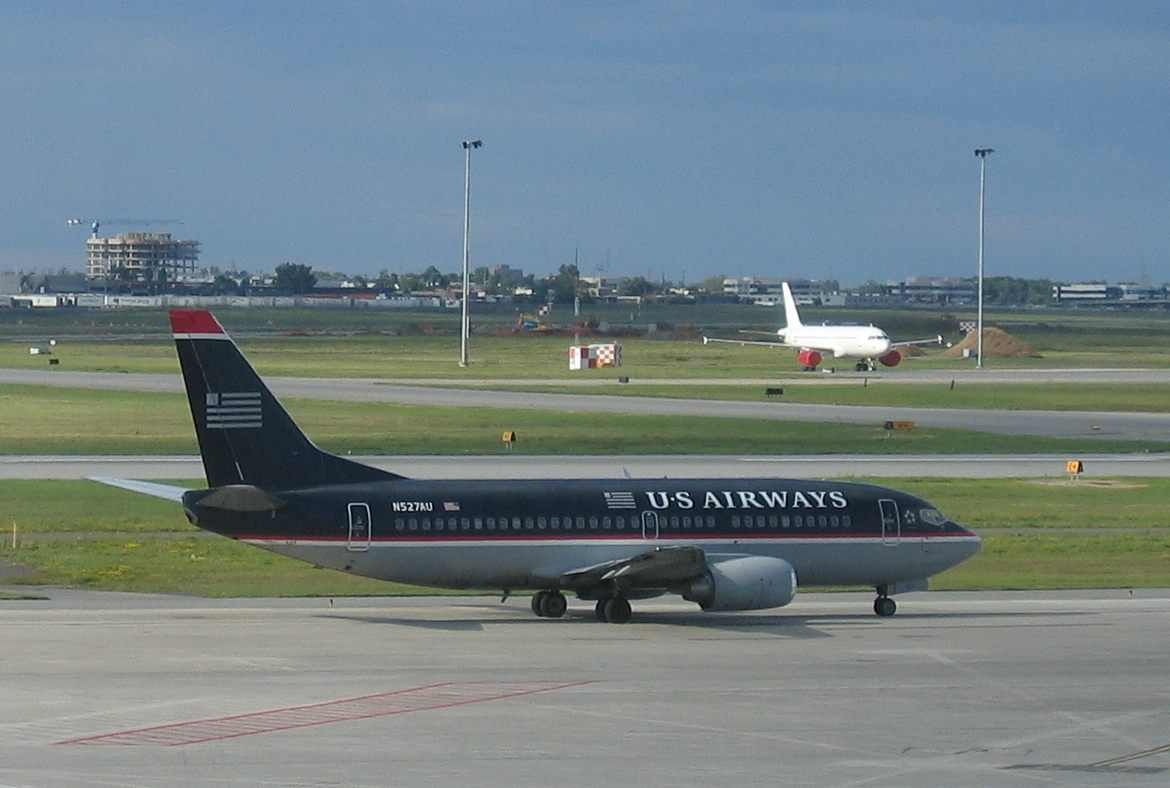
Boeing 737-3B7 US Airways в аэропорту Монреаля

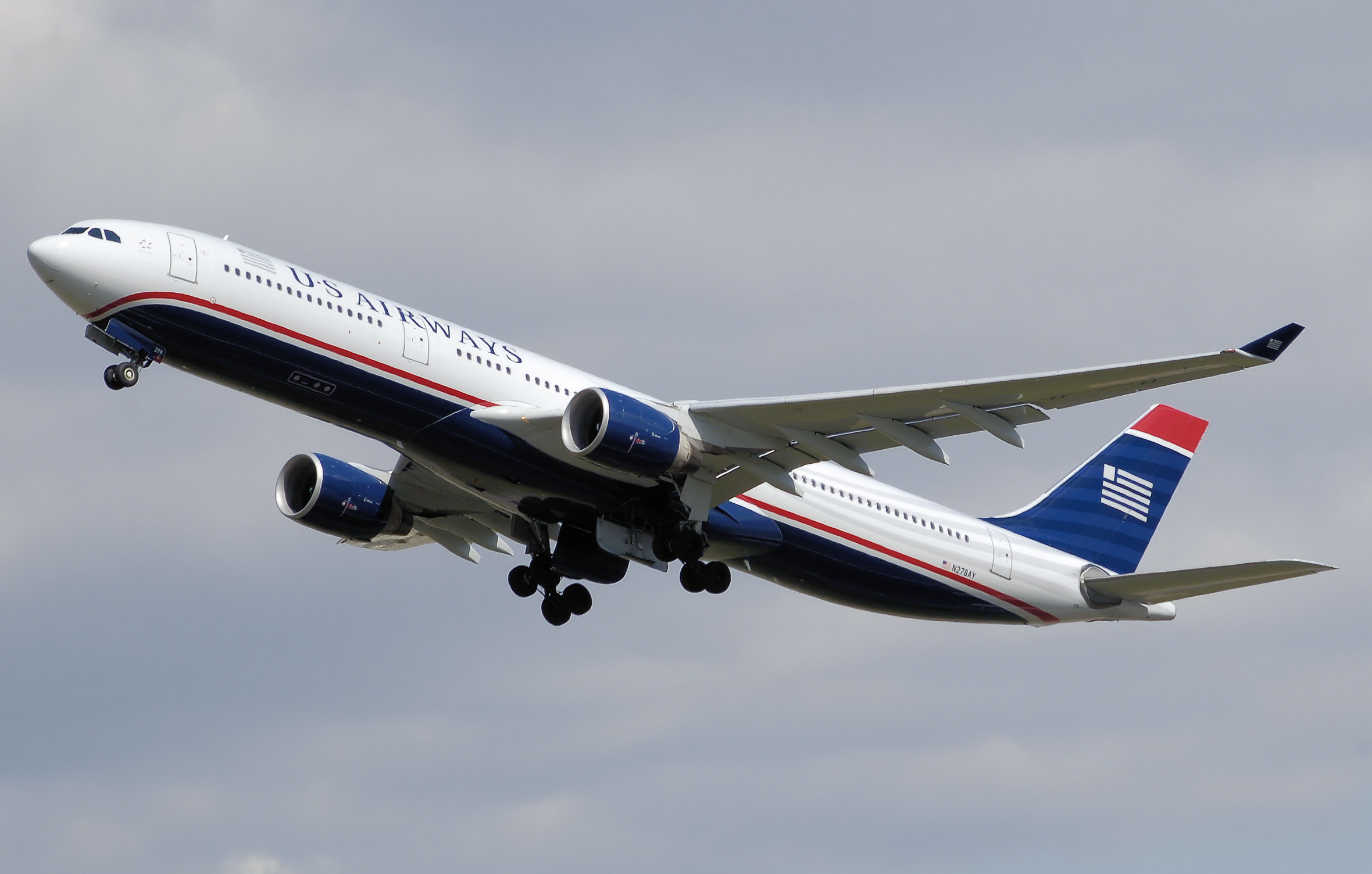
A330-300 US Airways

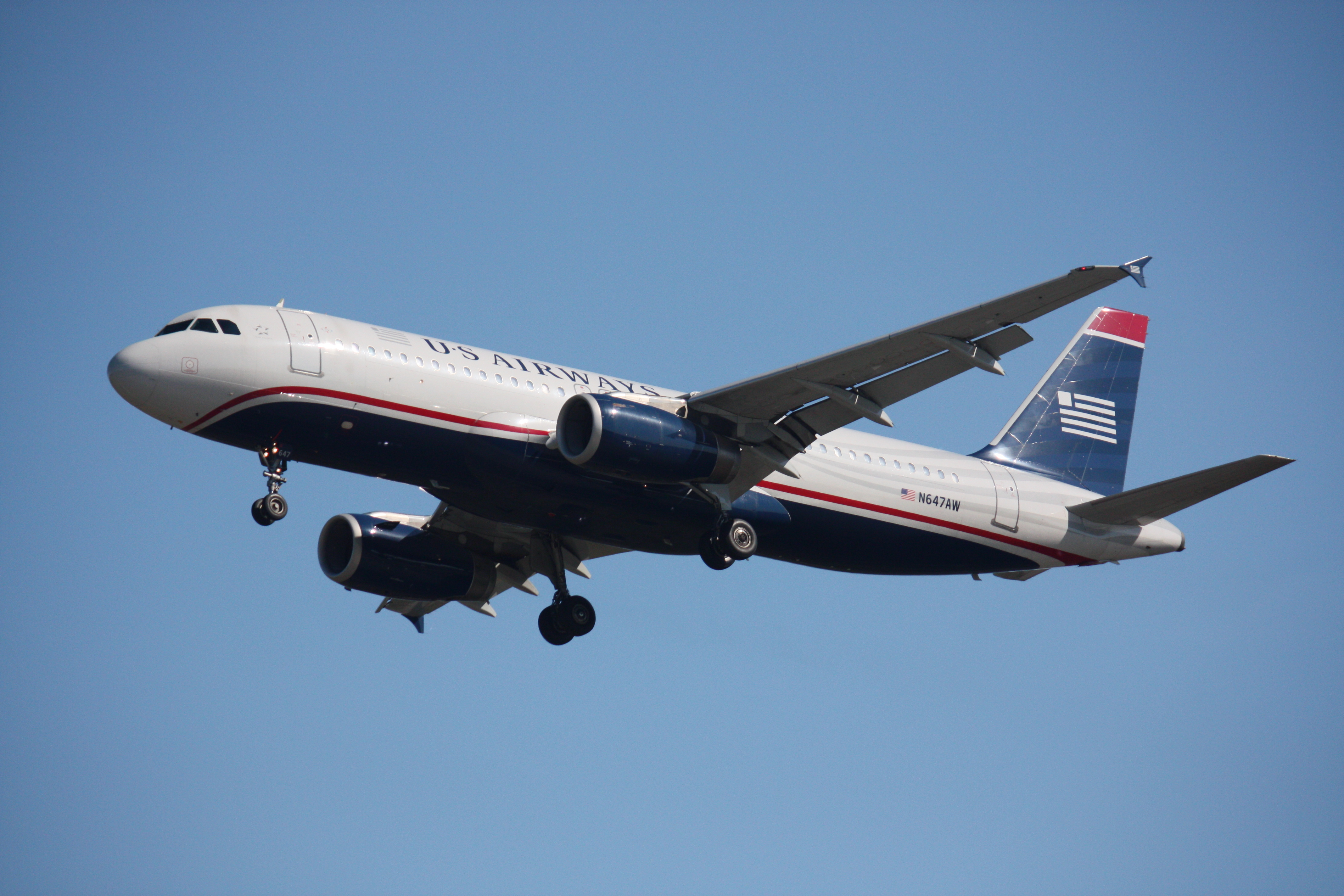
Посадка A320-232 US Airways в аэропорту Ванкувера

В течение 2006 года US Airways проводила ребрендинг своих дочерних компаний, переводя их под единый фирменный бренд US Airways.
9 февраля 2006 года авиакомпания объявила о заказе новых самолётов Embraer 190, а в июле — на 20 самолётов Airbus A350.
В мае этого же года были объединены веб-сайты US Airways и America West Airlines, новый сайт содержал уже новый единый стиль двух авиакомпаний, вобравший в себя индивидуальные особенности обоих перевозчиков.
В конце 2006 года US Airways попыталась приобрести ещё одну американскую авиакомпанию Delta Air Lines, находившуюся в то время в состоянии банкротства. Окончательная сумма предложения составляла немногим более 10 миллиардов долларов, однако вследствие серьёзного сопротивления руководства Delta Air Lines и в первую очередь её кредиторов, 31 января 2007 года предложение о покупке было отозвано.
4 марта 2007 года произошло объединение компьютерных систем US Airways и America West Airlines. За базовую была взята система QIK, основанная в свою очередь на системе бронирования Amadeus. Из прежней Sabre в новую компьютерную систему управления перешли некоторые сервисные модули, наиболее известным из которых является модуль DECS, в котором обрабатывались оперативные данные по весу, балансу, загрузке и техническому обслуживанию самолётов. Процесс обучения сотрудников авиакомпании работе в новой системе был полностью завершён к 25 сентября 2007 года.
25 сентября является датой окончательного слияния двух авиакомпаний и ликвидации бренда America West Airlines (AWA). Работники бывшей авиакомпании, в том числе пилоты, служба персонала, бортпроводники и техники, остались на своих прежних контрактах. До октября 2008 года самолёты America West Airlines летали с экипажами бывшей AWA и продолжали использовать позывной CACTUS, а самолёты US Airways — соответственно со своими экипажами и под позывным US AIR. В октябре 2008 года авиакомпания начала использование единого операционного сертификата, выбрав в качестве своего позывного прежний позывной AWA — CACTUS. Кроме того, рейсы прежней America West Airlines выполнялись с номерами из диапазона с 1 до 699, рейсы US Airways — под номерами с 700 до 1999. Диапазон номеров с 2000 до 2199 использовался подразделениями US Airways Shuttle, а номера с 2200 и выше — для остальных дочерних авиакомпаний.
Несмотря на переход на единую компьютерную систему, рейсы America West Airlines до сих пор отмечаются так, как если бы они выполнялись независимым перевозчиком. В принципе это обычная практика для авиакомпаний, имеющих код-шеринговые соглашения с другими авиакомпаниями или региональными перевозчиками. И хотя такой код-шеринговый метод выделения рейсов поглощённой компании в составе всех перевозок является большой редкостью для крупных авиакомпаний, тем не менее это значительно упрощает процесс стыковки пассажиров внутри маршрутных сетей бывших независимых авиакомпаний US Airways и America West Airlines.
Летом 2007 года US Airways вплотную занялась качеством своего сервиса и услуг, предоставляемых на борту самолёта, начиная от продуктов питания и систем развлечений и заканчивая переподготовкой бригад бортпроводников. В начале 2008 года авиакомпания планировала ввести в эксплуатацию новые кресла пассажиров со встроенными системами развлечений, однако топливный кризис 2008 года свёл эти планы на нет. В результате последовавшего финансового кризиса авиакомпания полностью остановила свою программу обновления сервиса и услуг в полёте и прекратила предоставление развлекательных услуг на всех рейсах внутри страны.
В результате проведённого опроса 23 тысяч читателей журнала Consumer Reports в июле 2007 года US Airways была признана наихудшей авиакомпанией по потребительским критериям обслуживания пассажиров. Опрос проводился в марте, результаты же апрельского опроса меньшей выборки респондентов показали снижение оценки ещё на десять пунктов.
В том же году Североамериканский рейтинг авиакомпаний Zagat Survey оценил US Airways как самую худшую среди всех авиакомпаний Соединённых Штатов, выставив рейтинги 10/30 в оценке комфортности, 5/30 по бортпитанию, 10/30 по предоставляемым услугам и 15/30 по услугам бронирования авиабилетов. US Airways заняла последнее место в списке 20 внутренних авиакомпаний США по оценке Министерства транспорта США, проведённой в марте, апреле и мае 2007 года. В соответствии с докладом Бюро статистики транспорта (Bureau of Transportation Statistics) в июне 2008 года количество рейсов US Airways, прибывших в пункты назначения по расписанию, составило всего лишь 7 процентов от общего количества.
US Airways лидирует и по числу жалоб с показателем 4,4 жалобы на 100 тысяч пассажиров, что например в 7,5 раза больше аналогичного показателя авиакомпании JetBlue (0,59 на 100 тысяч) и в 11 раз больше, чем в Southwest Airlines (0,4 на 100 тысяч пассажиров). Работа службы рассмотрения жалоб авиапассажиров поставлена в US Airways также на низком уровне — в 2007 году было рассмотрено только 50% всех жалоб пассажиров, поступивших по телефону в колл-центр авиакомпании.
Компания продолжает политику снижения количества регулярных рейсов через международный аэропорт Питсбурга, по состоянию на сентябрь 2007 года их число составляет 68 рейсов в день против пятисот в 2001-м году. Генеральный директор Дуг Паркер заявляет о своём разочаровании в том, что аэропорт становится убыточным, однако подтверждает дальнейшие планы сокращения присутствия в нём. Всё это продолжает ухудшать и без того напряжённые отношения между руководством авиакомпании и управляющей компанией Allegheny County. 3 октября 2007 года US Airways объявляет о снижении к началу следующего года количества внутренних рейсов через аэропорт Питсбурга с 77 до 46 и магистральных маршрутов с 31 до 22 в день.
25 сентября 2007 года Министерство транспорта США разрешает US Airways открытие маршрута Шарлотт-Пекин через Филадельфию. Авиакомпания планирует начать выполнение рейса в марте 2009 года.
29 октября 2007 года US Airways объявила о планах введения регулярных рейсов между Шарлотт и Боготой (Колумбия) после того, как Министерство транспорта США начало конкурсный отбор среди авиакомпаний на право выполнения 21 новых рейсов в неделю в Латинскую Америку. Конкурс US Airways проиграла.
11 ноября 2007 года авиакомпания анонсировала новый беспосадочный рейс между Филадельфией и лондонским аэропортом Хитроу.

### 2008 и 2009-е
25 апреля 2008 года средствами массовой информации сообщалось, что US Airways участвует в переговорах о возможном слиянии с American Airlines или United Airlines, в качестве ответа на объединение двух североамериканских авиакомпаний Delta Air Lines и Northwest Airlines. Через три дня US Airways заявила, что окончательные результаты переговоров её слияния с United будут опубликованы в течение двух недель и в мае 2008 года авиакомпания объявила об официальном завершении переговоров, в результате которых стороны остались при своих. Тем не менее, если процесс консолидации Delta Air Lines и Northwest Airlines закончится удачно, то US Airways и Юнайтед будут готовы снова вернуться к обсуждавшемуся вопросу слияния авиакомпаний.
15 января 2009 года самолёт Airbus A320, выполнявший рейс № 1549 Нью-Йорк (Ла Гуардиа)-Шарлотт-Сиэтл, сразу после взлёта из аэропорта Ла Гуардиа совершил аварийную посадку на реку Гудзон. Никто из 150 пассажиров и пяти членов экипажа (2 пилота и 3 бортпроводника) серьёзно не пострадал. Губернатор Нью-Йорка Дэвид Патерсон назвал произошедшее «гудзонским чудом», а президент Джордж Буш сказал, что он «воодушевлён мастерством и героизмом экипажа» и дал высокую оценку действиям добровольцев и силам оперативного реагирования.

### 2014
31 марта 2014 года компания закончила процедуру слияния с авиакомпанией American Airlines, став его дочерней компанией, и вступила как аффилированный член в глобальный авиационный альянс пассажирских перевозок Oneworld.

## Маршрутная сеть

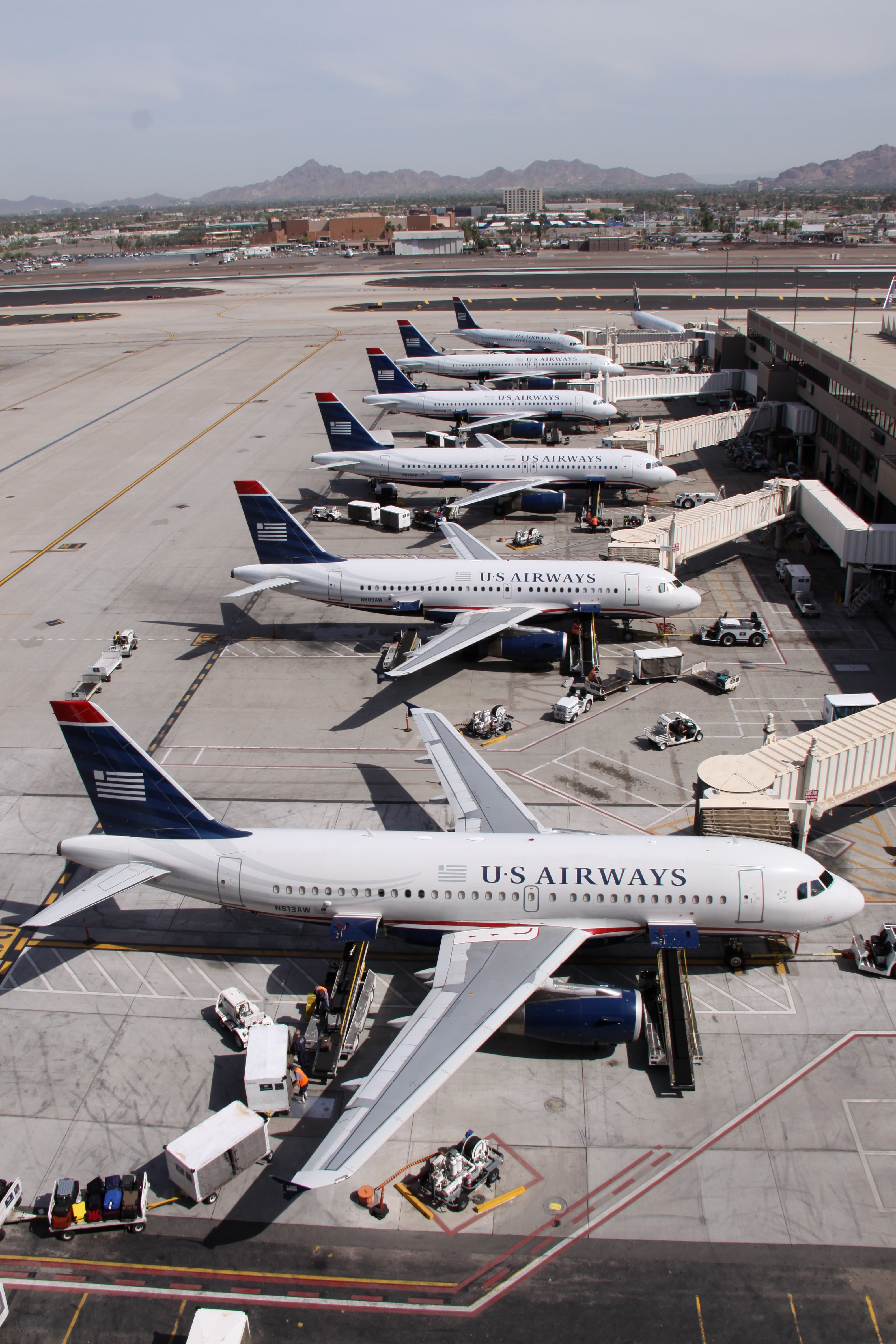
Airbus A320 US Airways в аэропорту Финикс Скай-Харбор. Апрель 2013 года

В 2008 году US Airways выполняла около 3130 рейсов в день по 200 направлениям в более 30 странах мира из своих хабов в Филадельфии, Финиксе и Шарлотт.
Маршруты US Airways были сосредоточены вдоль восточного побережья США, в юго-восточной части страны и Карибском бассейне, откуда выполнялись прямые рейсы в западную часть США и страны Европы. Код-шеринговое соглашение с United Airlines позволяло US Airways предлагать своим пассажирам удобные стыковки по всем штатам, расположенным на территориях Среднего Запада США, Великих равнин и Скалистых гор. Кроме того, код-шеринг с United Airlines открывал стыковки в страны Южной Америки, Азии и Австралии.
Под брендом US Airways Express осуществлялось большое количество рейсов из хабов US Airways в небольшие города, а также рейсы между малыми городами в северо-восточной, средне-атлантической и южной частях страны, тем самым обеспечилось исполнение правительственной программы EAS. В феврале 2007 года US Airways Express объявила об открытии своего главного хаба в аэропорту Питсбурга (Пенсильвания).
16 июля 2007 года US Airways подала заявку в Министерство транспорта США на открытие нового беспосадочного рейса Филадельфия-Пекин. В случае положительного решения рейс предполагалось выполнять на самолёте Airbus A340. 25 сентября 2007 года Министерство сообщило о предварительном согласовании заявки авиакомпании с датой начала рейсов 25 марта 2009 года, однако в связи топливным кризисом 2008 года US Airways обратилась в Министерство с просьбой отложить запуск маршрута ещё на один год.
11 ноября 2007 года US Airways объявила о начале прямых рейсов Филадельфия-Лондон (Хитроу), вместе с тем авиакомпания сохраняла свои беспосадочные рейсы Филадельфия-Лондон (Гатвик) и Шарлотт-Лондон (Гатвик).
В том же году US Airways планировала открыть новый рейс Шарлотт-Богота (Колумбия), однако Министерство транспорта отклонило заявку авиакомпании, а рейсы в Боготу были отданы перевозчикам Delta Air Lines, JetBlue Airways и Spirit Airlines из аэропортов Нью-Йорка, Орландо и Форт-Лодердейла соответственно.

### Новые маршруты
US Airways планировала к открытию следующие международные рейсы:
- из Шарлотт (CLT)
  - Париж (аэропорт имени генерала Шарля-де-Голля) — с 21 апреля 2009 года
  - Рио-де-Жанейро, Бразилия — с осени 2009 года[31]
- из Филадельфии (PHL)
  - Бирмингем, Великобритания — с 12 мая 2009 года
  - Осло, Норвегия — с 21 мая 2009 года
  - Тель-Авив, Израиль — со 2 июля 2009 года
  - Пекин, Китай — был отложен до весны 2010 года[32][33].

### Прекращённые рейсы
Следующие регулярные маршруты US Airways остановила в 2009 году:
- из Лас-Вегаса (LAS)
  - Балтимор (BWI) — 8 июля
  - Калгари (YYC) — 2 июня
  - Эдмонтон (YEG) — 9 мая
  - Нью-Йорк (JFK) — 9 мая
  - Портленд (PDX) — 8 июля;
- из Финикса (PHX)
  - Калгари (YYC) — 9 мая
  - Эдмонтон (YEG) — 10 мая.

## Флот

### 2014-2015
В конце 2014 года US Airways эксплуатировала воздушный флот из 344 двухдвигательных самолётов (твинджетов), состоявший из новых Эйрбасов и достаточно пожилых Боингов, причём US Airways владела самым большим действующим парком самолётов Airbus среди всех авиакомпаний мира. По состоянию на апрель 2014 года средний возраст флота авиакомпании составлял 12,3 года.

### Выведенный из эксплуатации
Следующие самолёты были выведены из эксплуатации за всю историю авиакомпании:

## Бонусная программа

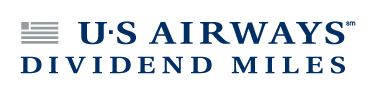

US Airways использовала собственную программу поощрения часто летающих пассажиров — Dividend Miles, участники которой получали дополнительные мили, имели приоритет в обслуживании на стойках регистрации и другие льготы. Dividend Miles, помимо партнёров US Airways по альянсу Oneworld, распространялась и на пассажиров следующих авиакомпаний:
- Bahamas Air
- Hawaiian Airlines
- Virgin Atlantic Airways

До слияния с US Airways авиакомпания America West Airlines имела собственную программу поощрения часто летающих пассажиров, которая называлась FlightFund. После объединения авиакомпаний программы обоих перевозчиков были объединены в единую систему Dividend Miles.

## Залы в аэропортах

Авиакомпания располагала специальными помещениями (залами) в 15 аэропортах США и одним в Гатвике (Лондон) для пассажиров, имевших клубную карту US Airways Club. Членство в Клубе различалось по уровням предоставляемого сервиса:
- Base — доступ только в залы US Airways Club,
- Red Carpet — доступ в US Airways Club и в залы Red Carpet Clubs авиакомпании United Airlines пассажирам, имевшим билеты на рейсы United Airlines.

Список аэропортов США, имевших залы Клуба авиакомпании:
- Бостон
- Буффало
- Шарлотт/Дуглас
- Гринсборо
- Хартфорд (Брэдли)
- Лас-Вегас (МакКарран)
- Лос-Анджелес
- Нью-Йорк (Ла Гардиа)
- Филадельфия
- Финикс (Скай-Харбор)
- Питсбург
- Роли/Дарем
- Тампа
- Вашингтон (имени Рональда Рейгана)

## Партнёрские соглашения

### 2008 год
По состоянию на июль 2008 года US Airways имела код-шеринговые соглашения со следующими авиакомпаниями:
- Air China
- Air New Zealand
- Asiana Airlines
- Bahamasair
- EVA Air
- Hawaiian Airlines
- Lufthansa
- Royal Jordanian
- Singapore Airlines
- Swiss International Air Lines
- TAP Portugal
- United Airlines
- Virgin Atlantic Airways
- Winair

### Расторгнутые до 2008 года
- Big Sky Airlines (прекратила операции 8 марта 2008 года)
- British Airways (код-шеринг с US Airways и America West Airlines с 1993 по 1997 годы[39]
- Caribbean Sun (прекратила существование 31 января 2007 года)
- Continental Airlines (код-шеринг с America West Airlines расторгнут 1 мая 2002 года по причине низких продаж билетов[40])
- Lufthansa (код-шеринг в 1990-х годах, в 2001-м был расторгнут на трёхлетний период до вступления US Airways в альянс Star Alliance)
- Qantas (код-шеринг с US Airways и America West Airlines в 1990-х годах; был расторгнут 28 февраля 2007 года со вступлением Qantas в альянс Oneworld)
- Northwest Airlines (код-шеринг с America West Airlines на рейсах в Азию)
- Windward Islands Airways  (код-шеринг был приостановлен на неопределённый срок)

## Авиапроисшествия и несчастные случаи
Ниже перечислены инциденты с самолётами US Airways. В список не включены происшествия с дочерними авиакомпаниями и самолётами под брендом US Airways Express.
- 15 февраля 1986 года, рейс 496, Эри (Пенсильвания), McDonnell Douglas DC-9-31 (бортовой N961VJ). Самолёт приземлился на заснеженную полосу 24 при попутном ветре в 12 узлов, не смог затормозить и выкатился за пределы ВПП, пострадавших не было. Ошибка экипажа[41].
- Катастрофа Boeing 737 в аэропорту Ла Гуардия. 20 сентября 1989 года, рейс 1643, Флашинг (Нью-Йорк), Boeing 737—401 (бортовой N416US). Самолёт следовал из аэропорта Ла Гуардиа (Нью-Йорк) в Шарлотт и при выполнении взлёта вышел за пределы ВПП, задел деревянный указатель выведения и остановился в полузатопленном состоянии в Ист-Ривер. Причиной аварии стала ошибка КВС, вовремя не принявшего решения о прекращении взлёта и не проконтролировавшего действия второго пилота, который выполнял взлёт с дисбалансом (на 16 градусов влево) триммера руля поворота. Жертв — 2 из 63 человек.[42]
- Столкновение в аэропорту Лос-Анджелес. 2 февраля 1991 года, рейс 1493, Лос-Анджелес (Калифорния), Boeing 737-3B7 (бортовой N388US). При заходе на посадку на занятую полосу 24L аэропорта Лос-Анджелес в ночных условиях врезался в Fairchild Metroliner авиакомпании Skywest Airlilnes. После столкновения оба самолёта сошли с полосы и остановились на пожарной станции аэропорта. Ошибка диспетчерской службы. Погибло 22 из 87 человек на Боинге и все 12 человек на Fairchild Metroliner.
- Катастрофа Fokker F28 в Нью-Йорке. 22 марта 1992 года, рейс 405, Ла Гуардиа (Нью-Йорк), Fokker F28 Fellowship (бортовой N485US). Перед рейсом самолёт два раза проходил антиобледенительную процедуру. Между последним антиобледенением и взлётом прошло тридцать пять минут, в течение которых на крыльях накопился лёд. После отрыва самолёт потерял скорость и упал, перевернувшись и частично затонув, в заливе Флашинг Бей. Ошибка авиатранспортной индустрии и FAA, не организовавших процедуры антиобледенения, жёстко по времени привязанных к вылету вне зависимости от задержки рейса. Погибло 27 человек из 51.
- Катастрофа DC-9 в Шарлотте. 2 июля 1994 года, рейс 1016, Шарлотт (Северная Каролина), McDonnell Douglas DC-9-32 (бортовой N954VJ). При заходе на посадку на полосу 18L аэропорта Ла Гуардиа экипаж промахнулся мимо полосы и ушёл на второй круг, после чего попал в сильный сдвиг ветра, вызванный микросбросом в атмосфере. Самолёт упал на деревья и частный дом, погибло 37 из 57 пассажиров рейса.[43]
- Катастрофа Boeing 737 под Питтсбургом. 8 сентября 1994 года, рейс 427, Аликиппа (Пенсильвания), Boeing 737-3B7 (бортовой N513AU). При заходе на посадку на полосу 28R в аэропорту Питсбурга попал в турбулентный след Боинга 727 авиакомпании Delta Air Lines. При попытке экипажа выйти в нормальный режим самолёт вошёл в пике и разбился в лесистой балке в семи милях к западу от аэропорта. Потеря управления произошла из-за поворота руля направления сверх допустимого, либо от самопроизвольного обратного хода руля направления. Наиболее вероятен поворот руля в сторону, противоположную данной по команде, из-за заклинивания клапана сервомотора руля. Погибли все 132 пассажира.
- 16 октября 2003 года, рейс 1172, Тампа (Флорида), Airbus A319-112. Неисправность тормозной системы рулевого управления (BSCU).[44]
- Аварийная посадка A320 на Гудзон. 15 января 2009 года, рейс 1549, Ла Гуардиа (Нью-Йорк), Airbus A320-214. Сразу после взлёта из аэропорта Ла Гуардиа произошла остановка обоих двигателей, лайнер совершил аварийную посадку на реку Гудзон. Причина инцидента — попадание стаи птиц в двигатели самолёта.